# Polynesian Airlines
Polynesian Airlines - narodowe samoańskie linie lotnicze z siedzibą w Apii. Wcześniej linie lotnicze obsługiwały połączenia na terenie całego Pacyfiku, ale z ustanowieniem Polynesian Blue przez rząd i Virgin Blue Polynesian Airlines ograniczyło się do obsługi lotów wokół wyspy. Głównym węzłem jest port lotniczy Faleolo.